# Canon de 122 mm M1931 (A-19)
Le canon de  122 mm M1931 (A-19)  était un canon de campagne soviétique , développé entre la fin des années 1920 et le début des années 1930. En 1939, le canon fut remplacé en production par une variante améliorée, le M1931/37. La pièce a été utilisée pendant la Seconde Guerre mondiale avec l' Armée rouge . Les canons capturés ont été utilisés par la Wehrmacht et l' armée finlandaise.